# Sequals

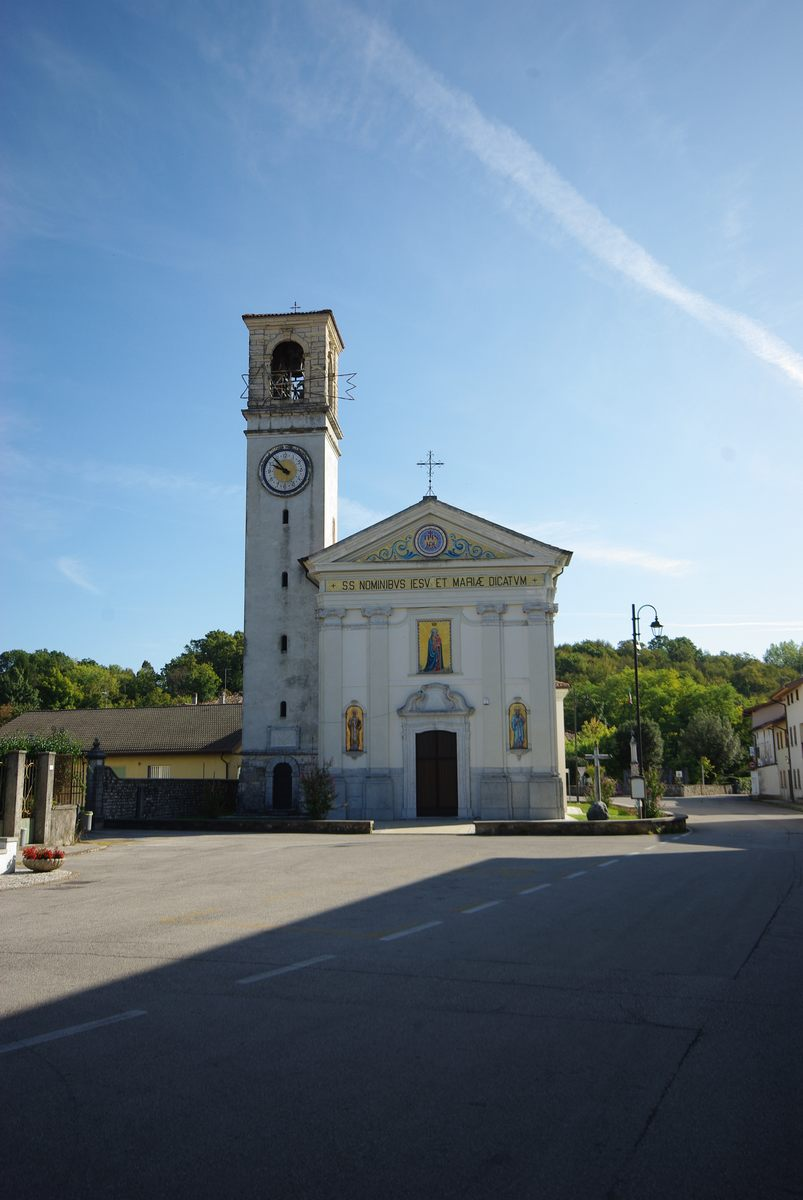
Chiesa Santi Nomi di Gesù e Maria in Solimbergo

Sequals (Secuals) ist ein Ort und der Name der Gemeinde in der Region Friaul-Julisch Venetien. Die Gemeinde besteht aus dem Hauptort Sequals und den Orten Lestans und Solimbergo. Hier wohnen 2185 Einwohner (Stand 31. Dezember 2023).
Sequals grenzt an die Gemeinden Arba, Cavasso Nuovo, Meduno, Pinzano al Tagliamento, Spilimbergo und Travesio.
Bekannt ist Sequals durch den in Sequals geborenen Boxweltmeister im Schwergewicht Primo Carnera und durch seine Mosaikkünstler.
Durch ein Erdbeben im Mai 1976 wurden einige Gebäude zum Teil stark zerstört, unter anderem die beiden Kirchen S. Andrea und S. Niccolò.